# Canischio
Canischio – miejscowość i gmina we Włoszech, w regionie Piemont, w prowincji Turyn.
Według danych na rok 2004 gminę zamieszkiwały 274 osoby, 24,9 os./km².